# Marmosops pakaraimae
Marmosops pakaraimae és una espècie de didelfimorf de la família dels didèlfids. Viu a altituds d'entre 800 i 1.500 msnm a Guyana i Veneçuela. El seu hàbitat natural són els boscos primaris perennifolis premontans o montans. Està amenaçada per la conversió del seu medi en camps de conreu i pastures. El seu nom específic, pakaraimae, significa ‘de Pakaraima’ en llatí.